# 映画「カノジョは嘘を愛しすぎてる」〜MUSIC BOX〜
『映画「カノジョは嘘を愛しすぎてる」〜MUSIC BOX〜』（えいが・かのじょはうそをあいしすぎてる・ミュージック・ボックス）は、日本の映画「カノジョは嘘を愛しすぎてる」の劇中歌を収録したサウンドトラック。

## 内容
青木琴美原作の映画『カノジョは嘘を愛しすぎてる』の主要キャストが劇中で披露された楽曲を収録しており、全楽曲の作詞、作曲、編曲、プロデュースを亀田誠治が手掛けている。また、『映画「カノジョは嘘を愛しすぎてる」オリジナルサウンドトラック』も同時発売された。
ジャケットのイラストは原作者・青木による描き下ろしとなっている。また、ブックレットには音楽プロデューサー・亀田によるセルフライナーノーツが掲載されている。
初回限定盤と通常盤の2形態で発売され、初回限定盤にはCRUDE PLAYの「INSECTICIDE」のミュージック・ビデオと、MUSH&Co.の劇中デビューライブ映像による「明日も」のミュージック・ビデオを収録したDVDが付属された。

## 収録曲
1. INSECTICIDE [3:44]
作詞・作曲・編曲：亀田誠治
CRUDE PLAYのライブシーンで披露されていた楽曲。
2. 明日も [4:13]
作詞・作曲・編曲：亀田誠治
MUSH&Co.のシングルの表題曲。
3. サヨナラの準備は、もうできていた [4:00]
作詞・作曲・編曲：亀田誠治
CRUDE PLAYのシングルの表題曲。
4. 卒業 [3:48]
作詞・作曲・編曲：亀田誠治
CRUDE PLAYの劇中でのデビューシングルの表題曲。
5. うたうたいのうた [2:54]
作詞・作曲・編曲：亀田誠治
劇中でのMUSH&Co.の前身バンド・ハッポ☆スチロールズの楽曲。
6. 明日も (アコースティック ver.) [4:29]
作詞・作曲・編曲：亀田誠治
小枝理子＆篠原心也によるアコースティックバージョン。
7. 祈り [4:39]
作詞・作曲・編曲：亀田誠治
茉莉の楽曲。
8. 卒業 (アコースティック ver.) [2:06]
作詞・作曲・編曲：亀田誠治
小枝理子＆小笠原秋によるアコースティックバージョン。
9. ちっぽけな愛のうた [6:09]
作詞・作曲・編曲：亀田誠治
小枝理子＆小笠原秋の楽曲。
10. 春姉ちゃんを幸せにしなかったらぶっ飛ばすの歌 [4:12]
作詞・作曲・編曲：亀田誠治
ボーナストラック。小笠原秋の楽曲。